# Alex Muscat
Alex Muscat (* 14. Dezember 1984) ist ein ehemaliger maltesischer Fußballspieler.

## Karriere
Muscat spielte zu Beginn seiner Laufbahn für Lija Athletics und bei Balzan Youths in der MFA Division 1. Dort spielte er eine hervorragende Saison 2003/04. Daher wurde er von Sliema Wanderers verpflichtet. Dem Klub blieb er bis zu seinem Karriereende im Jahr 2019 treu. In der Saison 2004/05 gewann er mit seiner Mannschaft die maltesische Meisterschaft. Für die Nationalmannschaft Maltas kam er zwischen 2004 und 2017 zu insgesamt 35 Einsätzen.